# 3. slovenská fotbalová liga 2013/2014
V soubojích 21. ročníku 3. slovenské fotbalové ligy 2013/14 se utkalo dohromady 32 týmů dvoukolovým systémem podzim - jaro.
Nováčky ve skupině západ se staly tři vítězové regionálních soutěží – FK Rača, FC Horses Šúrovce a MFK Skalica. Dalším nováčkem se stal tým FK Púchov, který se před sezónou sloučil s OTJ Moravany nad Váhom. Před zahájením sezóny pak odstoupil bratislavský tým SDM Domino.
Ve skupině východ se nováčky se staly týmy MFK Dolný Kubín, TJ Baník Ružiná (oba sestup ze druhé ligy) a dva vítězové regionálních soutěží – MŠK Žilina „B“ a ŠK Milenium 2000 Bardejovská Nová Ves. Před zahájením sezóny byla zrušena rezerva banskobystrické Dukly.
Vítězi jednotlivých skupin a zároveň i postupujícími se staly týmy ŠKF Sereď (sk. Západ) a TJ Baník Ružiná (sk. Východ). Kvůli rozšíření druhé nejvyšší soutěže postoupily ještě další tři týmy ze skupiny západ (MFK Skalica, AFC Nové Mesto nad Váhom a ŠK Slovan Bratislava „B“) a sedm týmů ze skupiny východ (MŠK Žilina „B“, MFK Dolný Kubín, FK Poprad, FK Bodva Moldava nad Bodvou, MFK Košice „B“, FC Lokomotíva Košice a FK Slavoj Trebišov). Z důvodů rozšíření soutěže na čtyři skupiny neměl sestoupit ze třetí ligy žádný tým. Ovšem po ukončení sezóny zaniká slavný bratislavský tým FC Petržalka 1898. FC Horses Šúrovce se pak po sezóně přeměnil v druhý rezervní tým Spartaku Trnava.

## Skupina Západ
Zdroj: 
| Poř. | Tým                      | Z  | V  | R  | P  | VG | OG  | B  |
| ---- | ------------------------ | -- | -- | -- | -- | -- | --- | -- |
| 1.   | ŠKF Sereď                | 30 | 22 | 4  | 4  | 86 | 27  | 70 |
| 2.   | MFK Skalica              | 30 | 21 | 5  | 4  | 70 | 26  | 68 |
| 3.   | AFC Nové Mesto nad Váhom | 30 | 19 | 5  | 6  | 50 | 26  | 62 |
| 4.   | ŠK Slovan Bratislava „B“ | 30 | 17 | 8  | 5  | 83 | 35  | 59 |
| 5.   | MFK Topvar Topoľčany     | 30 | 17 | 5  | 8  | 45 | 22  | 56 |
| 6.   | OFK Dunajská Lužná       | 30 | 15 | 6  | 9  | 60 | 35  | 51 |
| 7.   | FC Horses Šúrovce        | 30 | 14 | 4  | 12 | 59 | 49  | 46 |
| 8.   | FK Slovan Nemšová        | 30 | 12 | 4  | 14 | 36 | 39  | 40 |
| 9.   | FK Spartak Vráble        | 30 | 9  | 10 | 11 | 33 | 38  | 37 |
| 10.  | FKM Nové Zámky           | 30 | 10 | 5  | 15 | 35 | 52  | 35 |
| 11.  | MFK Vrbové               | 30 | 9  | 7  | 14 | 33 | 47  | 34 |
| 12.  | FK Rača                  | 30 | 8  | 5  | 17 | 34 | 48  | 29 |
| 13.  | FK Púchov                | 30 | 8  | 4  | 18 | 34 | 51  | 28 |
| 14.  | FC Petržalka 1898        | 30 | 9  | 5  | 16 | 40 | 52  | 26 |
| 15.  | FK Slovan Levice         | 30 | 6  | 5  | 19 | 30 | 69  | 23 |
| 16.  | PFK Piešťany             | 30 | 1  | 4  | 25 | 8  | 120 | 7  |

Poznámky:
- Petržalce bylo odečteno šest bodů.
- Z = Odehrané zápasy; V = Vítězství; R = Remízy; P = Prohry; VG = Vstřelené góly; OG = Obdržené góly; B = Body

|  | postup do DOXXbet ligy 2014/15                       |
|  | po sezóně přetransformování do FC Spartak Trnava „C“ |
|  | zánik po ukončení sezóny                             |

## Skupina Východ
Zdroj: 
| Poř. | Tým                                   | Z  | V  | R | P  | VG | OG | B  |
| ---- | ------------------------------------- | -- | -- | - | -- | -- | -- | -- |
| 1.   | TJ Baník Ružiná                       | 30 | 18 | 8 | 4  | 71 | 38 | 62 |
| 2.   | MŠK Žilina „B“                        | 30 | 19 | 3 | 8  | 60 | 35 | 60 |
| 3.   | MFK Dolný Kubín                       | 30 | 16 | 6 | 8  | 46 | 30 | 54 |
| 4.   | FK Poprad                             | 30 | 14 | 7 | 9  | 46 | 31 | 49 |
| 5.   | MŠK Fomat Martin                      | 30 | 12 | 9 | 9  | 43 | 32 | 45 |
| 6.   | FK Bodva Moldava nad Bodvou           | 30 | 13 | 8 | 9  | 51 | 36 | 44 |
| 7.   | MFK Košice „B“                        | 30 | 12 | 8 | 10 | 51 | 38 | 44 |
| 8.   | FC Lokomotíva Košice                  | 30 | 12 | 7 | 11 | 36 | 33 | 43 |
| 9.   | FK Slavoj Trebišov                    | 30 | 14 | 1 | 15 | 38 | 49 | 43 |
| 10.  | ŠK Futura Humenné                     | 30 | 12 | 6 | 12 | 37 | 54 | 42 |
| 11.  | 1. FC Tatran Prešov „B“               | 30 | 10 | 9 | 11 | 32 | 31 | 39 |
| 12.  | MŠK Námestovo                         | 30 | 9  | 8 | 13 | 34 | 34 | 35 |
| 13.  | ŠK Odeva Lipany                       | 30 | 8  | 5 | 17 | 32 | 55 | 29 |
| 14.  | TJ ŠK Kremnička                       | 30 | 8  | 6 | 16 | 26 | 40 | 27 |
| 15.  | MFK Vranov nad Topľou                 | 30 | 7  | 6 | 17 | 30 | 58 | 27 |
| 16.  | ŠK Milenium 2000 Bardejovská Nová Ves | 30 | 6  | 3 | 21 | 27 | 66 | 21 |

Poznámky:
- TJ ŠK Kremnička a FK Bodva Moldava nad Bodvou byly odečteny tři body.
- Z = Odehrané zápasy; V = Vítězství; R = Remízy; P = Prohry; VG = Vstřelené góly; OG = Obdržené góly; B = Body

|  | postup do DOXXbet ligy 2014/15                                                            |
|  | neúspěšná baráž o 2. ligu (prohra po penaltovém rozstřelu s MFK Tatran Liptovský Mikuláš) |